# Clay City (Kentucky)
Clay City é uma cidade localizada no estado americano de Kentucky, no Condado de Powell.

## Demografia
Segundo o censo americano de 2000, a sua população era de 1303 habitantes.
Em 2006, foi estimada uma população de 1358, um aumento de 55 (4.2%).

## Geografia
De acordo com o United States Census Bureau tem uma área de
2,8 km², dos quais 2,8 km² cobertos por terra e 0,0 km² cobertos por água. Clay City localiza-se a aproximadamente 207 m acima do nível do mar.

## Localidades na vizinhança
O diagrama seguinte representa as localidades num raio de 20 km ao redor de Clay City.